# Detective Extralarge
Detective Extralarge è una serie televisiva distribuita tra il 1991 e 1993, diretta da Enzo G. Castellari e Alessandro Capone, con protagonista Bud Spencer. Nel 1992 vinse il Telegatto come "Miglior Telefilm Italiano".

## Trama
Il detective privato Jack Costello vive a Miami. Ex-poliziotto e sassofonista jazz dilettante, è soprannominato Extralarge per via della sua grossa taglia. Al suo fianco agisce Jean Philippe Dumas, abilissimo disegnatore, assieme al quale Jack dovrà vedersela in pericolosi casi da affrontare. Prezioso anche l'aiuto del tenente di polizia Sam Bosley, grande amico di Jack. Nella seconda stagione Jack affronterà altri pericolosi casi, sempre insieme a Sam, non più però con il suo vecchio socio, che è tornato a Parigi, ma con il figlio di un suo vecchio amico (morto in missione), Archibald, soprannominato Dumas dallo stesso Costello.

## Distribuzione
La prima stagione è stata co-prodotta dalla Rai ed è andata in onda su Rai 2, ottenendo ottimi risultati d'ascolto, spesso vicini ai 7 milioni di media, mentre la seconda stagione, in cui Philip Michael Thomas fu sostituito con Michael Winslow, è stata co-prodotta da Fininvest e trasmessa da Canale 5, ottenendo un altro successo di ascolti con 5 milioni di telespettatori. Nel corso degli anni sono state trasmesse repliche anche da Rete 4, LA7 e dai canali satellitari RaiSat Premium e Sky Cinema.

## Personaggi

### Protagonisti
- Jack "Extralarge" Costello, interpretato da Bud Spencer e doppiato da Sergio Fiorentini
Il protagonista della serie. È un investigatore privato ed ex poliziotto della squadra Narcotici. Benché non sia più in servizio è ancora molto richiesto e accetto dalla polizia, in particolare dal tenente Bosley, per risolvere i crimini, sia per coloro che gli richiedono aiuto sia quelli in cui non è direttamente coinvolto. Benché leale con gli amici, rispettoso e di buon cuore, molto spesso utilizza le maniere forti per svolgere le sue indagini. La sua passione più grande è suonare il sassofono nel pub Harry's Place, mentre nella prima stagione si scopre che era un grande pugile in passato. Utilizza spesso la frase "Se c'è una cosa che non riesco a sopportare, è una pistola puntata alla faccia", sia per ingannare i malintenzionati armati sia per esprimere il suo odio per la violenza e per le pistole, benché anche lui possegga una 16 colpi.
- Jean Philippe Yannick Dumas (stagione 1), interpretato da Philip Michael Thomas e doppiato da Roberto Chevalier
Primo aiutante di Jack. Di professione fumettista e disegnatore di alta qualità, è il personaggio comico perché assume atteggiamenti da persona divertente, imbranata, ingannevole e attaccabrighe ma attaccata soprattutto verso i suoi amici. Oltre ad essere bravo a disegnare, è anche bravo ad imitare le persone e parlare diverse lingue, soprattutto il francese. Infatti prima di vivere a Miami, era vissuto in Francia ed era sposato. Fu lui il primo a chiamare Jack Extralarge. Si scopre nella seconda stagione che è tornato a Parigi.
- Archibald "Dumas" Baxter (stagione 2), interpretato da Michael Winslow e doppiato da Sandro Acerbo
Secondo partner di Jack. È figlio di un amico di Jack, un agente della DEA morto in un'operazione antidroga, e non è affatto imparentato con il primo Dumas, infatti è denominato così da Jack in onore del vecchio amico. Non molto diverso dal precedente socio di Extralarge, si differenzia solo per il fatto che ha un grande debole per ogni bella ragazza, per non parlare affatto francese ed per non essere un gran disegnatore. In compenso è un gran ballerino e amante della musica.

### Personaggi secondari
- Sam Bosley, interpretato da Lou Bedford e doppiato da Luciano De Ambrosis
Tenente di polizia e grande amico di Jack. Sempre pronto al dovere e rispettoso della legge, aiuta Jack in gran parte dei casi ma non lo asseconda totalmente per non perdere il suo posto e andare in pensione. Ha una grande passione per la pesca e assieme a Jack, va qualche volta a pescare. Si scopre che era sposato nella prima stagione, ma si è lasciato con sua moglie dalla seconda per via del troppo lavoro.
- Maria Martinez, interpretata da Vivian Ruiz
 Locatrice e donna delle pulizie dell'appartamento di Jack. È palesemente innamorata di quest'ultimo, anche se non viene mai reso esplicito, e diventa assai gelosa con i clienti femminili.
- Winny Vance, interpretata da Nancy Duerr e doppiata da Maria Pia Di Meo
Procuratore distrettuale (prima stagione) e poi governatore (seconda stagione). È una grande amica di Jack e Sam, ma come e più di quest'ultimo deve spesso porre un freno ai metodi di Extralarge. Tuttavia ne porta sempre grande rispetto e sembra che per Jack sia qualcosa di più di un'amica.
- Little Tyson, interpretato da Georgie Cranford e doppiato da Simone Crisari
È un bambino che vive con Jack. Benché non abbia grandi ruolo, aiuta spesso Extralarge ad uscire in situazioni complicate. Possiede una falsa copia della pistola di Jack.
- Harry, interpreatato da Jackie Davis e doppiato da Renato Mori
È il proprietario dell'"Harry's Bar", dove Jack va spesso a suonare il sassofono alla sera.

## Guest star
Al di là del successo ottenuto negli USA dalla serie televisiva, che ha ottenuto 11 milioni e mezzo di spettatori, numerose star americane dell'epoca presero parte alle riprese come co-protagonisti di alcuni episodi. Fra questi vanno citati Lou Ferrigno, Erik Estrada, Christopher Atkins, Dionne Warwick, Andrew Stevens e Pat Morita.

## Episodi
| Stagioni         | Episodi | Prima TV Italia |
| ---------------- | ------- | --------------- |
| Prima stagione   | 6       | 1991            |
| Seconda stagione | 6       | 1993            |